# Ildebrandino Conti
Ildebrandino Conti (Roma, ... – Padova, 2 novembre 1352) è stato un vescovo cattolico italiano.

## Biografia
Ildebrandino Conti nasce a Roma da una nobile famiglia (1280?). Dal 1310 è presente ad Avignone, dove, il 29 novembre, papa Clemente V lo nominò canonico della basilica papale.
Nel 1319 viene nominato vescovo di Padova da Papa Giovanni XXII, ma fin dal principio e sino al 1332 lascia l'amministrazione della diocesi ad un suo vicario perché impegnato in attività politiche presso la corte papale di Avignone. Ad Avignone, nel 1325, acquista un codice in "scrittura gotica parigina" con il "De Civitate Dei" di san'Agostino, donato o arrivato più tardi a Francesco Petrarca ospite dei Carraresi di Padova, salvato dalla dispersione dei libri del Poeta e rimasto a Padova presso la Biblioteca Statale Universitaria, con il titolo di "Manoscritto 1490" (vedi sito unabibliotecaunlibro.it). Torna a Padova nel 1333 e vi rimane fino al 1342 quando ritorna ad Avignone. Durante la sua permanenza nella città francese, il 17 gennaio 1339, nomina suo esecutore testamentario Giovanni Fantini. Nel 1347 è di nuovo nella città patavina dove, nel 1349, riceve Francesco Petrarca. Tra i due nasce una profonda amicizia. Muore a Padova il 2 novembre 1352.

## Genealogia episcopale
La genealogia episcopale è:
- Cardinale Raynaud de La Porte
- Vescovo Ildebrandino Conti